# Pèlerinage annuel au mausolée Sidi Abdelkader
Le pèlerinage annuel au mausolée Sidi Abdelkader est une pratique religieuse algérienne qui se déroule chaque année au mausolée de Sidi Abd el-Qader Ben Mohammed, également connu sous le nom de Sidi Cheikh, situé à El Abiodh Sidi Cheikh, en Algérie. Il est inscrit en 2013 sur la liste représentative du patrimoine culturel immatériel de l’humanité. Les rituels comprennent une récitation en chœur du Coran, d’une cérémonie consistant à renouveler l’affiliation des communautés à la confrérie soufie, des jeux d’escrime, des compétitions équestres et des danses qui mobilisent plus de 300 cavaliers venant des différentes communautés,.

## Sidi Cheikh

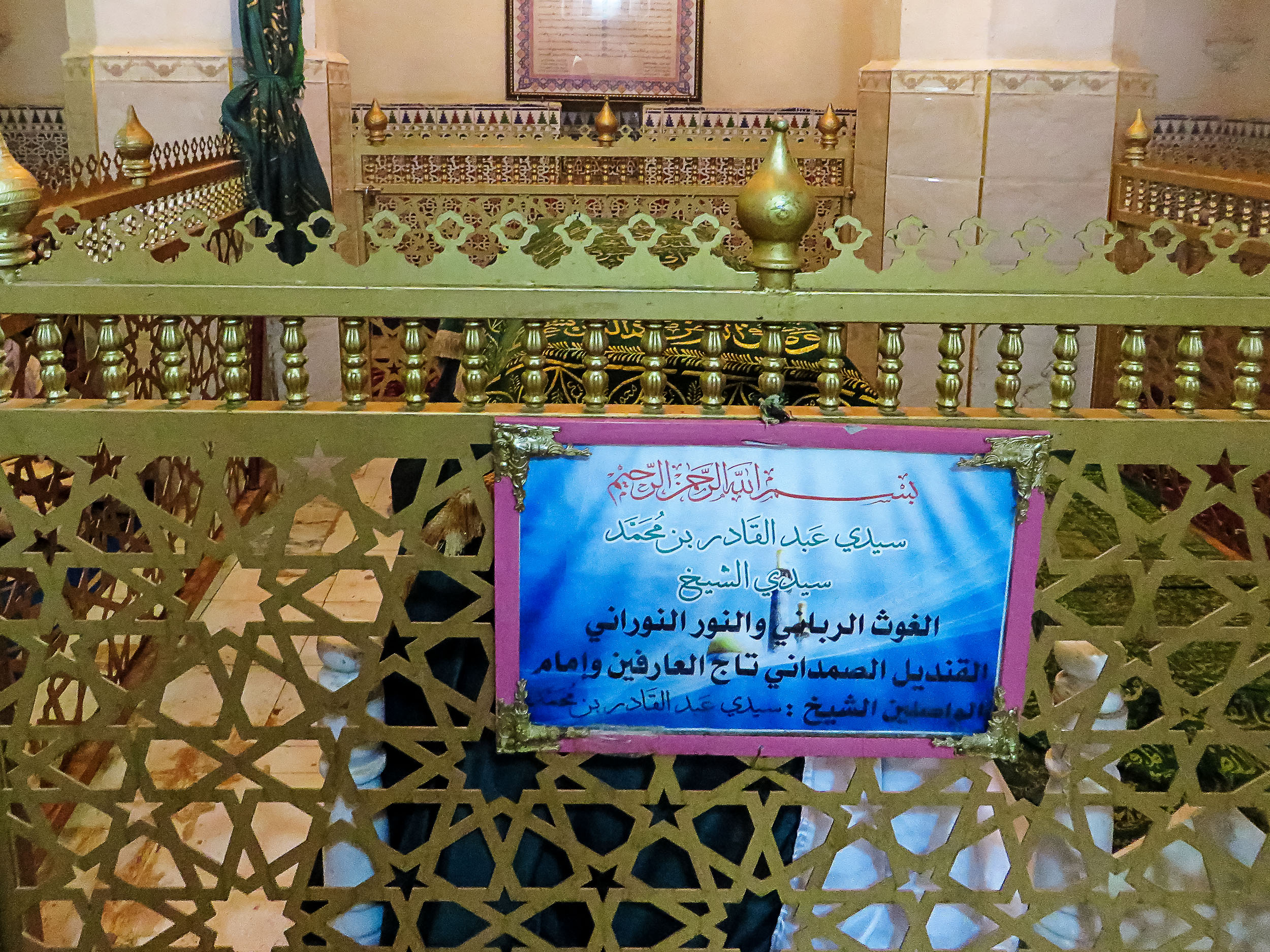
Tombeau de Sidi Cheikh.

Sidi Cheikh est un personnage historique et mystique de l'Algérie, né en 1532 et décédé en 1616. Son mausolée est érigé à El Abiodh Sidi Cheikh.

## Pèlerinage et festivités
Chaque année, en l'honneur de Sidi Cheikh, un pèlerinage annuel (une sorte de waâda) est organisé durant trois jours au mois de juin. Les célébrations, qui ont lieu au mausolée de Sidi Cheikh à El Abiodh Sidi Cheikh, attirent des pèlerins de toutes les régions de l'Algérie, ainsi que des immigrés établis à l'étranger.
Les festivités sont organisées principalement par les communautés nomades, qui jouent un rôle important dans la préservation de cette tradition. Certains pèlerins parcourent jusqu'à trois jours de trajet en chameaux, en chevaux ou à pied pour rejoindre le lieu de rendez-vous annuel.
Les rituels qui marquent le début du pèlerinage incluent l'offrande de pâtes de dattes, préparées et offertes par les tribus nomades. Les célébrations sont ensuite marquées par le recueillement des pèlerins devant la tombe de Sidi Cheikh, où sont récités des versets coraniques et des prières sont accomplies.
Au cours de ces trois jours, toutes les communautés participantes saisissent l'occasion de renforcer leur allégeance à la voie soufie, de renouveler des alliances et de se rapprocher les unes des autres. Malgré leurs différences géographiques, elles fusionnent en une seule communauté, invitant chacun à se nourrir au sein de n'importe quelle famille.
Les pèlerins se réjouissent de diverses activités artistiques telles que les jeux équestres (Fantasia), les danses, les chants et les récitations du Coran, qui animent les journées et les nuits jusqu'à l'aube. Ces rites permettent de préserver et de renouveler le lien et la hiérarchie sociale entre les maîtres et les disciples au fil des années,.